# Arctia dryope
Arctia dryope är en fjärilsart som beskrevs av Cathrine 1930. Arctia dryope ingår i släktet Arctia och familjen björnspinnare. Inga underarter finns listade i Catalogue of Life.